# Liste der Monuments historiques in Saint-Pierre-la-Noue
Die Liste der Monuments historiques in Saint-Pierre-la-Noue führt die Monuments historiques in der französischen Gemeinde Saint-Pierre-la-Noue auf.

## Liste der Objekte
| Bezeichnung                                      | Beschreibung                                 | Standort                                           | Kennzeichnung | Schutzstatus | Datum | Bild |
| ------------------------------------------------ | -------------------------------------------- | -------------------------------------------------- | ------------- | ------------ | ----- | ---- |
| Gemälde Dame mit Haube und schwarzer Tracht      | Öl auf Leinwand, 1886, von Léoma-Artur David | Saint-Germain-de-Marencennes, in der Mairie (Lage) | PM17002049    | Inscrit      | 2004  |      |
| Gemälde Porträt eine Mannes                      | Öl auf Leinwand, 1886, von Léoma-Artur David | Saint-Germain-de-Marencennes, in der Mairie (Lage) | PM17002048    | Inscrit      | 2004  |      |
| Gemälde Porträt eine Mannes im schwarzen Gehrock | Öl auf Leinwand, 1886, von Léoma-Artur David | Saint-Germain-de-Marencennes, in der Mairie (Lage) | PM17002050    | Inscrit      | 2004  |      |
| Gemälde Dame mit Haube und brauner Tracht        | Öl auf Leinwand, 1886, von Léoma-Artur David | Saint-Germain-de-Marencennes, in der Mairie (Lage) | PM17002047    | Inscrit      | 2004  |      |